# Мапуту (бухта)
Мапу́ту (Делаго́а, зали́в Делаго́а, устар. бухта Лоренсу-Маркиш; порт. Baía De Lourenço Marques, Baía de Maputo, Baía da Lagoa) — бухта, одна из лучших гаваней в Индийском океане. Расположена на юге Мозамбикского пролива, у берегов Мозамбика.
Длина залива составляет около 31 км, ширина 25—40 км, глубина 10—16 м. Берега низменные, болотистые, покрыты лесом. Устья впадающих рек (например, Лимпопо) затоплены и образуют бухты. Величина прилива составляет 1,8—5 м. Развито рыболовство (ловля креветок). Главный порт — Мапуту.
Со времени открытия бухты Васко де Гама ею владели португальцы. Однако с начала XIX века её старались присвоить британцы. В 1872 году они заявили претензию на южную половину бухты и прилежащие острова, опираясь на заключённый в 1823 году договор между британским капитаном Оуэном и одним из кафрских вождей. Но Мак-Магон, избранный в третейские судьи, признал в 1875 году Делагоа за португальцами. Великобритании удалось склонить португальское правительство уступить ей Делагоа, по договору в Лоренсу-Маркише в 1880 году; но вызванные этим договором в Португалии беспорядки заставили правительство от него отказаться.